# دانيال هوغر
دانيال هوغر هو سياسي أمريكي، ولد في 20 فبراير 1742 في مقاطعة بيركلي في الولايات المتحدة، وتوفي في 6 يوليو 1799 في تشارلستون في الولايات المتحدة. نشط حزبياً في Pro-Administration Party (United States) ‏. وقد انتخب عضو مجلس النواب الأمريكي ‏.